# Hydrophyllum appendiculatum
Hydrophyllum appendiculatum är en strävbladig växtart som beskrevs av André Michaux. Hydrophyllum appendiculatum ingår i släktet indiankålssläktet, och familjen strävbladiga växter. Inga underarter finns listade i Catalogue of Life.